# Havbassin
Et havbassin (også havbækken) er et stort geologisk bassin, der befinder sig under havoverfladen. Geologisk findes der flere andre geomorfologiske elementer, der ikke anses som en del af havbassiner, såsom kontinentalsokler, de dybe oceangrave og undersøiske bjergkæder såsom den Midtatlantiske ryg og Hawaii-Emperor-kæden. Indenfor hydrologien inkluderer havbassiner de flankerende kontinentalsokler og lave indlandshave.